# Boulevard der Dämmerung
Boulevard der Dämmerung (Originaltitel: Sunset Boulevard) ist ein US-amerikanischer Film noir von Billy Wilder aus dem Jahr 1950, der sich in sarkastischer Art und Weise mit den Mechanismen der Traumfabrik Hollywood auseinandersetzt. Das American Film Institute listete Boulevard der Dämmerung 1997 auf Platz 12 und 2007 auf Platz 16 der besten amerikanischen Filme aller Zeiten.

## Handlung
Joe Gillis liegt tot in einem Swimmingpool. Die Polizei, die Presse und das Fernsehen sind unterwegs zum Ort des Geschehens. Gillis erzählt aus dem Jenseits, wie es dazu kam.
Gillis, Drehbuchautor von einigen B-Movies in Hollywood, ist völlig mittellos. Niemand will seine Drehbücher annehmen. Deshalb spielt Gillis mit dem Gedanken, seine frühere Arbeit als Journalist in der Provinz wieder aufzunehmen. Bei einem der Produzenten trifft er auf die Produktionsassistentin Betty Schaefer, die sein Treatment scharf kritisiert. Gillis’ Finanzlage ist so prekär, dass er seit vier Monaten die Raten für seinen Wagen nicht mehr bezahlen konnte. Auf der Flucht vor seinen Gläubigern gerät Gillis zufällig auf das Anwesen der Stummfilm-Diva Norma Desmond. Isoliert und vergessen von der Außenwelt lebt diese mit ihrem Butler Max von Mayerling in der heruntergekommenen, aber immer noch prunkvollen Villa. Norma glaubt zunächst, Gillis sei gekommen, um ihren kürzlich verstorbenen Schimpansen zu bestatten.
Als Norma erfährt, dass Gillis Drehbuchautor ist, bittet sie ihn, das von ihr geschriebene Drehbuch zur Geschichte der Salome zu bearbeiten. Sie ist davon überzeugt, dass Cecil B. DeMille es mit ihr in der Titelrolle verfilmen wird und dies ihre großartige Rückkehr auf die Leinwand sein wird. Bestärkt wird diese Überzeugung auch dadurch, dass Max Anrufe der Paramount entgegennimmt und vermeintlich mit DeMille über den Film spricht. Norma ahnt nicht, dass das Studio lediglich ihren Wagen, einen Isotta Fraschini aus den 1920er Jahren, für Filmaufnahmen verwenden möchte. Da Norma oft Fanpost bekommt, glaubt sie, dass die ganze Welt auf einen neuen Norma-Desmond-Film wartet. Gillis findet später heraus, dass Max die Briefe verfasst und Norma dadurch in ihrem Wahn bestärkt, sie sei nach wie vor ein großer Star. Zudem stellt sich heraus, dass Max Normas Entdecker, Regisseur sowie einer ihrer Ehemänner gewesen ist.
Aufgrund seiner Geldsorgen nimmt Gillis Normas Angebot an, zieht zunächst in die Wohnung über der Garage, dann in das Schlafzimmer der früheren Ehemänner der Hausherrin. Gillis gerät immer stärker in Normas Abhängigkeit und ist gezwungen, ihrer Imitation von Charlie Chaplin oder Bridgepartien mit anderen vergessenen Filmstars (darunter Buster Keaton, Anna Q. Nilsson und H. B. Warner) beizuwohnen. Zudem führt sie regelmäßig im hauseigenen Kino ihre Erfolge aus der Stummfilmzeit vor. Das ganze Haus ist vollgestopft mit Fotos und anderen Relikten aus Normas Glanzzeit. Gillis sinniert beim Anblick des Swimmingpools, dass früher, in der Glanzzeit, Stars wie Rod La Rocque, Mabel Normand und Vilma Bánky hier ein- und ausgegangen sind. Norma selbst erinnert immer wieder daran, dass die Schauspieler früher durch die Kraft ihrer Darstellung überzeugt hätten und jemand wie Greta Garbo keinen Dialog nötig gehabt habe.
Nach einer bizarren Silvesterfeier, die Norma im Stil großer Stummfilmdramen nur für sich und Joe arrangiert hat, verlässt Gillis entnervt das Anwesen. Er besucht seinen Freund Artie Green, bei dem gerade eine große Party steigt. Dort trifft Gillis Betty Schaefer wieder. Sie ist die Verlobte von Artie. Norma schneidet sich daraufhin die Pulsadern auf und zwingt damit Joe, zu ihr zurückzukehren. Schließlich wird er eher widerwillig auch ihr Liebhaber.
Bei einem Besuch im Paramount-Filmstudio, wo gerade Samson und Delilah gedreht wird, versucht der Star-Regisseur DeMille seiner einstigen Hauptdarstellerin Norma schonend beizubringen, dass es keinen neuen Film von ihm mit Norma Desmond geben wird. Norma ist aber nicht von ihrer Überzeugung abzubringen und unterwirft sich in der Folge gnadenlosen Torturen, bestehend aus Diäten, Massagen und Schönheitsanwendungen, um ihr Aussehen für den kommenden Film zu verbessern. Unterdessen beginnt Joe mit Betty an einem eigenen Drehbuch zu schreiben. Sie verlieben sich ineinander. Norma findet heraus, dass die beiden sich heimlich treffen und informiert deshalb Betty darüber, dass Joe ihr Liebhaber ist und von ihr ausgehalten wird. Betty erscheint in der Villa, wo Joe ihr die ganze Wahrheit sagt und ihr eröffnet, dass eine Beziehung zwischen ihnen keine Zukunft haben kann.
Gillis möchte nun Norma endgültig verlassen. Als er die Koffer packt und das Haus verlassen will, erschießt sie ihn. Gillis stürzt in den Swimming Pool, den Norma zuvor für ihn hatte wieder herrichten lassen. Als die Reporter und die Fernsehleute eintreffen und ihre Kameras aufstellen, um über den Vorfall zu berichten, glaubt Norma – nun völlig ihrem Wahn verfallen – es sei der Beginn der Dreharbeiten für einen neuen, großen Norma-Desmond-Film. Unter der „Regie“ von Max, den sie für DeMille hält, glaubt Norma, sie laufe als Salome die Treppe ihres Palastes hinunter.

## Hintergrund

### Schauplatz

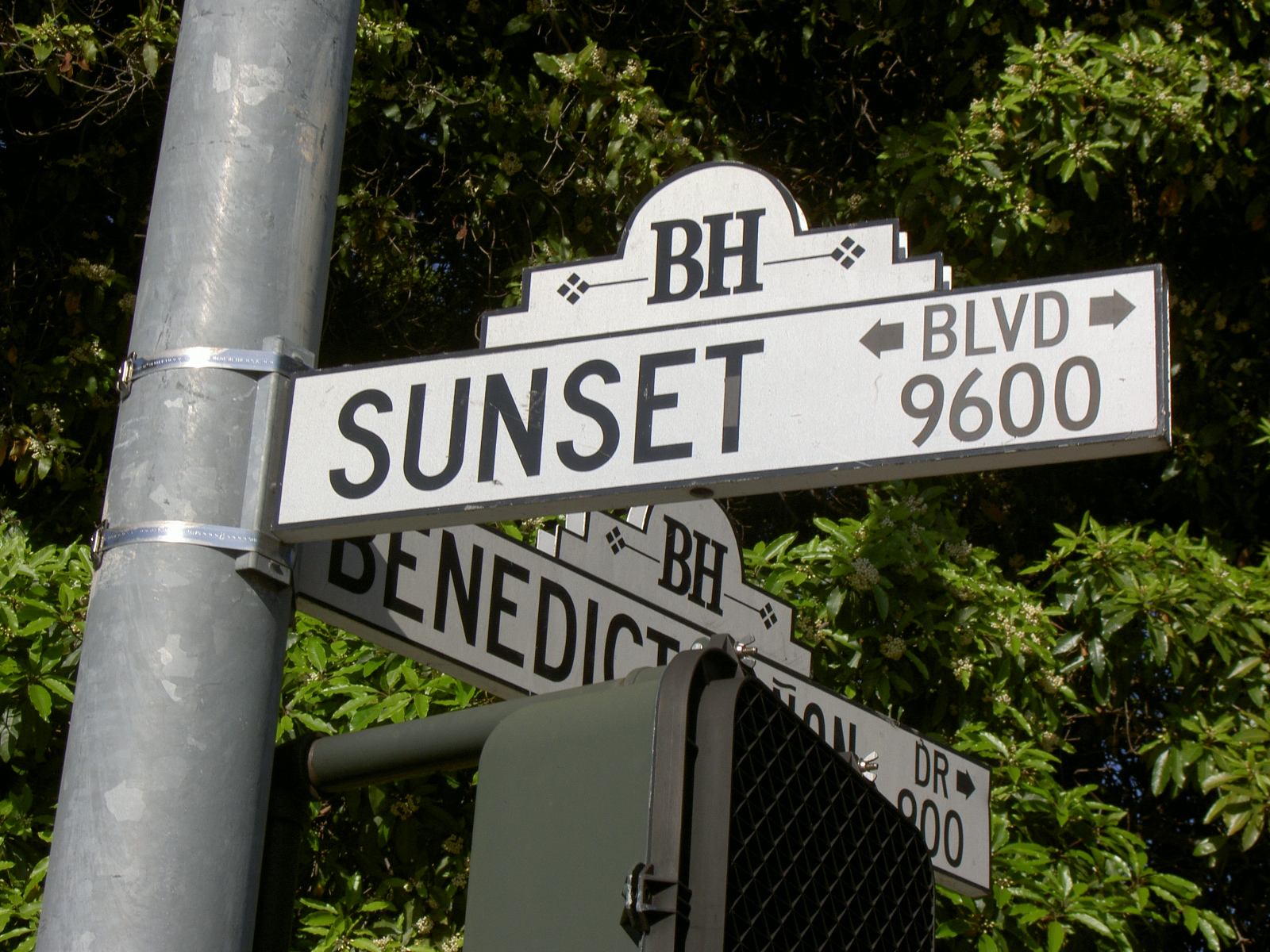
Straßenschild des Sunset Boulevard

Der Sunset Boulevard im Westen von Los Angeles ist eng mit der amerikanischen Filmindustrie und dem Namen Hollywood verbunden, seit dort 1911 das erste Studio der Stadt, die Nestor Motion Picture Company, eröffnet wurde. Anfang des 20. Jahrhunderts wohnten die meisten Filmschaffenden in bescheidenen Häusern und Wohnungen. Dies änderte sich während Hollywoods „Goldener Ära“ in den 1920er Jahren, als sich das Starsystem und das Studiosystem etablierten und die Gagen der Schauspieler explosionsartig in die Höhe schossen. In der Umgebung des Sunset Boulevard entstanden zahlreiche Villen, in denen die Stars dieser Epoche residierten. Als sich ab Anfang der 1930er Jahre der Tonfilm zunehmend durchsetzte, bedeutete dies für viele Stummfilmdarsteller das Karriereende.
Billy Wilder, der sich schon als Jugendlicher sehr für die amerikanische Kultur interessierte und begeisterte, floh 1933 vor den Nazis über Frankreich in die USA und lebte dort in Los Angeles. Er fand heraus, dass viele der alten Villen am Sunset Boulevard noch immer von ehemaligen Stummfilmstars bewohnt wurden, obwohl deren Ruhm längst verblasst war und sie keinerlei Verbindung mehr zum Filmwesen hatten. Wilder fragte sich, wie diese Menschen wohl ihren Lebensabend verbrachten, und entwickelte aus dieser Idee die Geschichte von Boulevard der Dämmerung.
Der historische Schwab’s Drug Store, einer der Schauplätze des Films, befand sich am Sunset Boulevard und war ein Treffpunkt für Schauspieler und Filmschaffende des alten Hollywood der 1930er bis in die 1950er Jahre. In Filmkreisen wurde er das „Hauptquartier“ genannt.

### Drehbuch
Boulevard der Dämmerung war die 17. und letzte Zusammenarbeit von Billy Wilder mit dem Drehbuchautor und Produzenten Charles Brackett. Die Arbeit am Skript wurde im Frühjahr 1948 aufgenommen. Da Wilder mit dem Handlungsverlauf noch nicht zufrieden war, engagierte er im August den Journalisten D. M. Marshman, Jr., nachdem er dessen Rezension seines Films Kaiserwalzer im Life Magazine gelesen hatte.
Marshman schlug vor, die Figur des Joe Gillis in die Geschichte einzubauen und das Hauptaugenmerk auf dessen Beziehung zu Norma Desmond zu legen – aufgrund des großen Altersunterschieds der beiden Protagonisten von rund 20 Jahren ein für damalige Verhältnisse gewagtes Unterfangen.
Um die Verantwortlichen von Paramount Pictures über Details der Handlung so lange wie möglich im Unklaren zu lassen und der strengen Kontrolle des Hays Code zu entgehen, lieferte das Autorenteam das Drehbuch nur in Auszügen ab. Einige Textzeilen mussten auf Verlangen der Zensurbehörde umgeschrieben oder gestrichen werden.
Der Produktionsfirma teilte Wilder mit, er schreibe an einer Adaption des Romans A Can of Beans (Eine Dose Bohnen). Dieses Buch existierte allerdings gar nicht. Der bewusst unauffällige und harmlose Titel sollte das wahre Thema des Films, die satirische und gnadenlose Abrechnung mit dem Hollywood-System, vertuschen, um eventuellen Protesten der Studiobosse vorzubeugen. Da Wilder nach seinen Erfolgen mit Frau ohne Gewissen und Das verlorene Wochenende zu den meistgefragten und renommiertesten Regisseuren Hollywoods zählte, ließ Paramount ihm weitgehend freie Hand.
Als die Dreharbeiten begannen, war erst ein Drittel des Skripts fertig und selbst Wilder wusste zu diesem Zeitpunkt noch nicht, wie der Film später enden würde.

### Besetzung

#### Norma Desmond

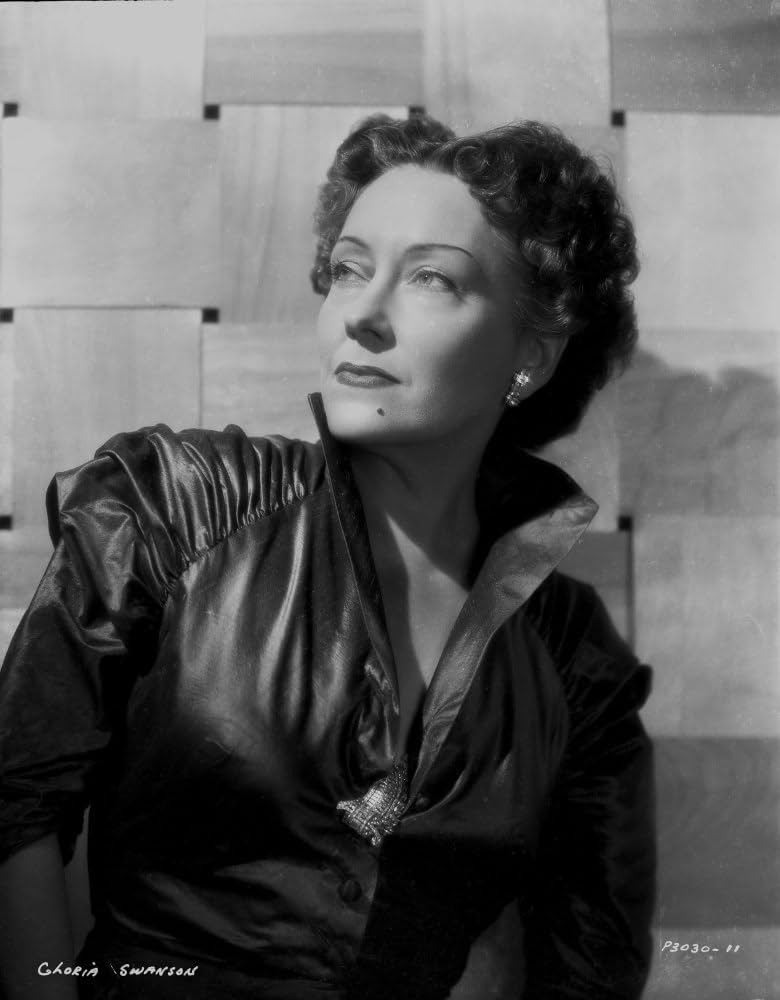
Gloria Swanson (1949)

Die Besetzung des Films war nicht ganz einfach. Mary Pickford wurde kurzzeitig in Betracht gezogen. In einem „Anfall von Wahnsinn“, wie Wilder später berichtete, statteten er und Brackett ihr einen Besuch ab, mussten aber feststellen, dass ihr das Drehbuch nicht gefiel und sie zu viel Kontrolle über das Projekt verlangte. Pola Negri wiederum kam wegen ihres starken polnischen Akzents nicht in Betracht. Mae Murray, deren Schicksal die Autoren teilweise zur Figur Norma Desmond inspiriert hatte, war von der Rolle angetan, doch war die Schauspielerin dem Anschein nach mental nicht so stabil, wie es für die Filmarbeiten nötig gewesen wäre. Mae West lehnte ebenfalls ab, mit der Begründung, sie sei mit Mitte 50 zu jung, um einen ehemaligen Stummfilmstar zu spielen. Wests Absage hatte einen entscheidenden Einfluss auf Norma Desmonds Charakterisierung. Die Rolle, die ursprünglich viel lebensfroher und bodenständiger angelegt war, entwickelte sich nun allmählich zu einer tragischen und gebrochenen Figur.
Der Regisseur George Cukor war es schließlich, der Gloria Swanson ins Gespräch brachte. Wilder gab später zu, er habe diese nur deshalb nicht in Betracht gezogen, weil er sie für unerreichbar gehalten habe. Swanson hatte während der Stummfilmära große Erfolge gefeiert. Ihre Karriere war ähnlich verlaufen wie die der Filmfigur Norma Desmond. Anders als diese aber hatte Swanson das Ende ihrer Schauspiellaufbahn akzeptiert und arbeitete mittlerweile für verschiedene New Yorker Rundfunkstationen. Obwohl sie eigentlich kein Schauspielcomeback geplant hatte, bekundete sie Interesse an der Rolle.
Als man sie jedoch um ein Vorsprechen bat, beschwerte sie sich bei George Cukor mit den Worten „Ich habe zwanzig Filme für die Paramount gemacht. Warum wollen die, dass ich vorspreche?“ und fragte Wilder, ob er etwa ihr schauspielerisches Talent anzweifeln würde. Cukor redete Swanson ins Gewissen und überzeugte sie davon, dass Norma Desmond die Rolle ihres Lebens sei, für die man sie immer in Erinnerung behalten würde („Und wenn sie zehn Vorsprechen verlangen, dann gehst du eben zu zehn Vorsprechen oder ich werde dich persönlich erschießen!“). Billy Wilder sagte 1975 in einem Interview „Es steckte viel von Norma in ihr, wissen Sie.“

#### Joe Gillis

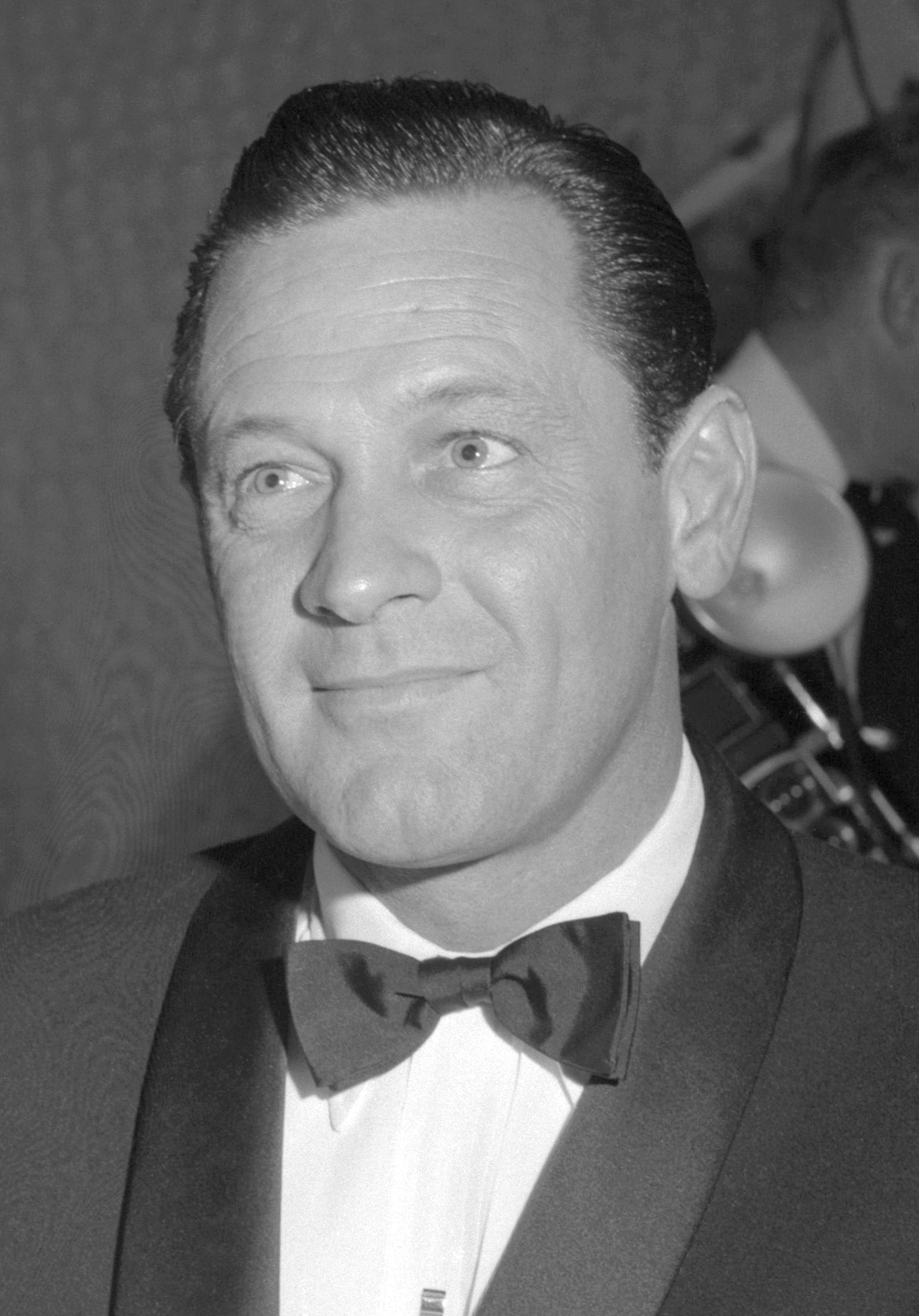
William Holden (1955)

Für die Rolle des Joe Gillis war zunächst Montgomery Clift vorgesehen. Wilder hatte bereits beim Schreiben des Drehbuchs an ihn gedacht. Clift sagte jedoch nur zwei Wochen vor Drehbeginn überraschend ab. Als wahrscheinlichster Grund für seinen Ausstieg gilt sein damaliges Verhältnis mit der 16 Jahre älteren Libby Holman. Er befürchtete wohl, dass der Part des Joe Gillis als Parodie auf ihn, Clift, interpretiert werden könnte. Ironischerweise begründete er seine Absage Wilder gegenüber damit, dass es ihm unmöglich sei, eine Liebesbeziehung mit einer Frau, die doppelt so alt sei wie er, überzeugend darzustellen.
Unter erheblichem Zeitdruck begaben sich Wilder und Brackett auf die Suche nach einem neuen Hauptdarsteller. Der damals 24-jährige Marlon Brando wurde zu einem Vorsprechen eingeladen, war den Produzenten aber nicht bekannt genug. Nachdem Fred MacMurray die Rolle abgelehnt hatte, weil er keinen Gigolo spielen wollte, und Gene Kelly nicht verfügbar war, wandte man sich schließlich an William Holden, einen aufstrebenden Schauspieler, der bei Paramount unter Vertrag war.

#### Max von Mayerling
Die Rolle des Butlers Max von Mayerling wurde von Erich von Stroheim übernommen. Er stammte wie Wilder aus Österreich und gehörte in den 1920er Jahren zu den einflussreichsten und kontroversesten Regisseuren Hollywoods. 1943 hatte er bereits erfolgreich in Wilders Fünf Gräber bis Kairo als Darsteller mitgewirkt. Einiges an der Figur des Butlers weist eine gewisse Ähnlichkeit mit dessen Darsteller Stroheim auf. So war er beim Film Queen Kelly, den er in Sunset Boulevard Norma und Joe vorführt, tatsächlich Swansons Regisseur. Auch der Umstand, dass Mayerling als einst erfolgreicher Filmemacher nun ein tristes Dasein als Diener fristet, findet seine Entsprechung in der Realität. Nach dem Abbruch der Dreharbeiten zu Queen Kelly im Jahr 1929 musste Stroheim oft als Darsteller in B-Movies seinen Lebensunterhalt verdienen. Der Name „Mayerling“ soll ein boshafter Kommentar Wilders zu dem Umstand gewesen sein, dass Stroheim in den 1920er Jahren von Studiochef Louis B. Mayer aus dem MGM-Studio geworfen wurde. Mayerling ist zugleich der Name eines Ortes im Wienerwald, in dessen Jagdschloss 1889 Kronprinz Rudolf von Österreich Suizid begangen hat.
In späteren Interviews äußerte sich Stroheim abschätzig und äußerst negativ über seine Beteiligung an Boulevard der Dämmerung. Er bezeichnete seine Rolle wiederholt als „that goddamned butler role“ („Diese gottverdammte Butlerrolle“).

#### Weitere Rollen
Für die Figur der Betty Schaefer suchte Wilder eine unbekannte und natürlich wirkende Schauspielerin, die einen Kontrast zu Norma Desmonds exaltiertem Auftreten darstellen sollte. Er entschied sich für Nancy Olson, die zuvor erst einen Film gedreht hatte und ihm von Cecil B. DeMille empfohlen worden war. 1951 wurde Olson für die Rolle der Betty Schaefer für einen Oscar nominiert.
Mit den Schauspielern Buster Keaton, H. B. Warner, Anna Q. Nilsson, dem Regisseur Cecil B. DeMille und der Klatschjournalistin Hedda Hopper konnte Wilder zahlreiche authentische Darsteller und Insider der Branche für seinen Film gewinnen. Einzig der ehemalige Schauspieler William Haines lehnte einen Gastauftritt ab, obwohl er von Swanson persönlich darum gebeten worden war.

### Deutsche Fassung
Die deutsche Synchronfassung entstand 1951 bei der Ultra-Film Synchron in München.
| Rolle                        | Darsteller         | Synchronsprecher    |
| ---------------------------- | ------------------ | ------------------- |
| Norma Desmond                | Gloria Swanson     | Til Klokow          |
| Joe Gillis                   | William Holden     | Paul Klinger        |
| Max von Mayerling            | Erich von Stroheim | Walter Holten       |
| Betty Schaefer               | Nancy Olson        | Elfie Beyer         |
| Artie Green                  | Jack Webb          | John Pauls-Harding  |
| Mr. Sheldrake, Filmproduzent | Fred Clark         | Anton Reimer        |
| Cecil B. DeMille             | Cecil B. DeMille   | Anton Reimer        |
| Hedda Hopper                 | Hedda Hopper       | Tina Eilers         |
| Joes Gläubiger Nr. 1         | Larry J. Blake     | Wolfgang Preiss     |
| Joes Gläubiger Nr. 2         | Charles Dayton     | Til Kiwe            |
| Leiter der Mordkommission    | Ken Christy        | Wolfgang Eichberger |
| Polizei-Captain              | Howard Negley      | Wolfgang Preiss     |
| Verkäufer im Modeladen       | Kenneth Gibson     | Wolfgang Preiss     |
| Regieassistent Nr. 1         | Stan Johnson       | Wolfgang Preiss     |
| Regieassistent Nr. 2         | Bill Sheehan       | Til Kiwe            |

### Dreharbeiten
Die Dreharbeiten begannen am 11. April 1949. Der Film hatte ein Budget von etwa 1.500.000 Dollar. Die Innenaufnahmen der Desmond-Villa wurden in einem Studio am Irving Boulevard gedreht, als Fassade diente die Getty Mansion am Wilshire Boulevard. Der Swimmingpool wurde extra für den Film gebaut und kam fünf Jahre später, in Nicholas Rays … denn sie wissen nicht, was sie tun, erneut zum Einsatz.
Die letzten zwei Akte des Skripts, das immer noch den Arbeitstitel A Can of Beans trug, wurden erst am Set geschrieben. Die Arbeiten am Film mussten aus diesem Grund zeitweise unterbrochen werden. Von Stroheim gab Wilder während des Drehs zahlreiche Ratschläge und machte Verbesserungsvorschläge. Die Szene, in der Desmond Gillis einen ihrer alten Filme – Queen Kelly – zeigt, basiert auf einer seiner Ideen. Außerdem soll er von Wilder verlangt haben, eine Szene einzubauen, in der er als Max von Mayerling Norma Desmonds Unterwäsche wäscht, um die sadomasochistische Komponente in der Beziehung der beiden zu unterstreichen. Wilder gefiel die Idee zwar ausnehmend gut, er befürchtete aber wohl zu Recht Schwierigkeiten mit der Zensur und lehnte den Vorschlag ab. Hingegen fand Stroheims Einfall, dass Max von Mayerling es ist, der die Fanpost an Norma verfasst, Wilders Zustimmung.
Die Dreharbeiten verliefen relativ reibungslos. Größere Probleme bereitete nur die Tatsache, dass Erich von Stroheim zwar einen Butler und Chauffeur darstellte, selbst aber keinen Führerschein besaß. Einmal fuhr er mit dem Auto, einem Isotta Fraschini, gegen das berühmte Paramount-Eingangstor. Der Wagen wurde deshalb in allen folgenden Szenen von Seilen gezogen.
Außerdem kam es am Set zu einer folgenreichen Auseinandersetzung zwischen den langjährigen Partnern Billy Wilder und Charles Brackett, die zur Beendigung ihrer jahrelangen, kreativen Partnerschaft führte. Brackett ging Wilders schonungslose Darstellung der Kehrseiten von Hollywood zu weit. Vor allem die Szenen, in denen Norma Desmond sich schrecklichen kosmetischen Torturen unterwirft, um „filmtauglich“ zu werden, lehnte er ab. Wilder und Brackett schworen sich daraufhin, nie wieder einen gemeinsamen Film zu machen.
Als die Einstellung gedreht wurde, in der Betty und Joe sich zum ersten Mal küssen, machte sich Wilder einen Spaß daraus, die Szene unnötig in die Länge zu ziehen. Holden und Olson küssten sich minutenlang ohne Unterbrechung. Schließlich war es Holdens Frau Brenda Marshall, die „Schnitt!“ rief.
Gloria Swanson blieb, laut einer Aussage ihrer Tochter, während der gesamten zwei Monate des Drehs in ihrer Rolle. Nach Beendigung der letzten Szene, in der sie, dem Wahnsinn verfallen, die Treppe herabsteigt (barfuß, um in ihren hohen Schuhen nicht zu straucheln), brach Swanson in Tränen aus.
Die Dreharbeiten wurden am 18. Juni 1949 abgeschlossen.

### Eingangssequenz
Ursprünglich hatte Billy Wilder eine andere Eingangssequenz für den Film vorgesehen, und diese auch komplett gedreht. Der Held des Films Joe Gillis wird in das Leichenschauhaus von Los Angeles gebracht, er ist soeben erschossen worden. Die dort aufgebahrten Toten beginnen sich zu unterhalten, wie sie ums Leben gekommen sind. So erzählt auch Joe Gillis seine Geschichte. Die eigentliche Handlung des Films beginnt.
Wilder erzählte oft, warum er das dann ändern musste: In einer ersten Preview, in der der fertige Film vor einem Testpublikum vorgeführt wurde, begannen die Zuschauer zu lachen, als man mit einem Bändchen ein kleines Schild an Gillis Füße knotet. Die Zuschauer stellten sich einfach vor, wie das kitzeln müsse. Von da an wurde die ganze Eingangssequenz hindurch gelacht. Damit war der, von Wilder geplante, dramatische Einstieg in die Geschichte jedoch geplatzt. Er ging aus dem Vorführraum und setzte sich verzweifelt auf die Treppe. Eine Zuschauerin, die nicht wusste, wer er war, kam lachend heraus und fragte ihn: „Haben Sie schon jemals einen solchen Schwachsinn gesehen?“ „Nein“, antwortete Wilder, „noch nie!“
Daraufhin änderte er die gesamte Eingangssequenz. Die Szene mit dem Leichenschauhaus wurde komplett gestrichen und die Geschichte beginnt nun mit dem toten Gillis im Swimmingpool, der später so berühmt gewordenen Eingangsszene. Auf der Paramount-DVD finden sich im Bonusmaterial später wieder aufgefundene Reste der Szenen aus dem Leichenschauhaus.

### Technik und Ausstattung
Gedreht wurde Boulevard der Dämmerung auf 35-mm-Film. Es war die letzte große Hollywood-Produktion, für die der brandgefährliche Zelluloidfilm verwendet wurde. Der Kameramann John F. Seitz, der bereits dreimal mit Wilder zusammengearbeitet hatte, setzte verschiedene Techniken ein (Filter, Staub, Nebel), um die teilweise gespenstische Stimmung der Kulisse zu unterstreichen und hervorzuheben (siehe auch Stilmittel).
Gloria Swansons Kostüme wurden von Edith Head entworfen, die sich dabei an der Mode der frühen 1940er Jahre orientierte, um Desmond ein leicht unzeitgemäßes Aussehen zu verleihen. Die Herstellung dieser „exotischen“ (Swanson) Garderobe stellte Head vor „die größte Herausforderung ihrer Laufbahn“. Von Stroheim und Nancy Olson trugen ihre eigene Kleidung, um die Authentizität ihrer Figuren zu erhöhen.
Während der Dreharbeiten bemerkte Wilder, dass der beabsichtigte Altersunterschied zwischen Gillis und Desmond optisch nicht ausreichend genug zur Geltung kam. Als man vorschlug, Swanson durch Make-up ein älteres Aussehen zu verleihen, erwiderte diese: „Könnt ihr nicht Mr. Holden schminken, so dass er jünger aussieht?“ Dieser Vorschlag wurde tatsächlich umgesetzt.
Für das Szenenbild war der Bühnenbildner Hans Dreier verantwortlich, der diesem Beruf schon zu Stummfilmzeiten nachgegangen war und die Villen vieler damaliger Hollywoodstars eingerichtet hatte.
Die Filmmusik für Boulevard der Dämmerung wurde von Franz Waxman komponiert. Neben Norma Desmonds Thema, das sich an einem Tango orientiert und Joe Gillis Thema kommen auch leicht verfremdete Musikstücke im Stil der 1920er und 1930er Jahre sowie klassische Musik, etwa Bachs Toccata und Fuge d-Moll, zum Einsatz.

### Stilmittel
Boulevard der Dämmerung gilt als ein klassischer Vertreter des Film noir. Kennzeichen dieser Stilrichtung sind unter anderem das kontrastreiche Schwarzweißbild, der symbolische Einsatz von Licht und Schatten sowie eine Low-Key-Beleuchtung. Der Film spielt in einem urbanen Umfeld und größtenteils bei Nacht. Es regnet scheinbar ununterbrochen.
Im Mittelpunkt des Geschehens steht Joe Gillis, ein Mann, der in einen Strudel aus Eifersucht und Wahnsinn gerät und schließlich ermordet wird. Norma Desmond spielt die Rolle der Femme fatale. Ebenfalls charakteristisch für einen Film noir sind der Off-Erzähler und die Verwendung von Rückblenden. Wegen seiner düsteren und bedrückenden Atmosphäre bezeichnete der Autor Richard Corliss Boulevard der Dämmerung als Hollywoods definitiven Horrorfilm.

### Bezüge zur Realität

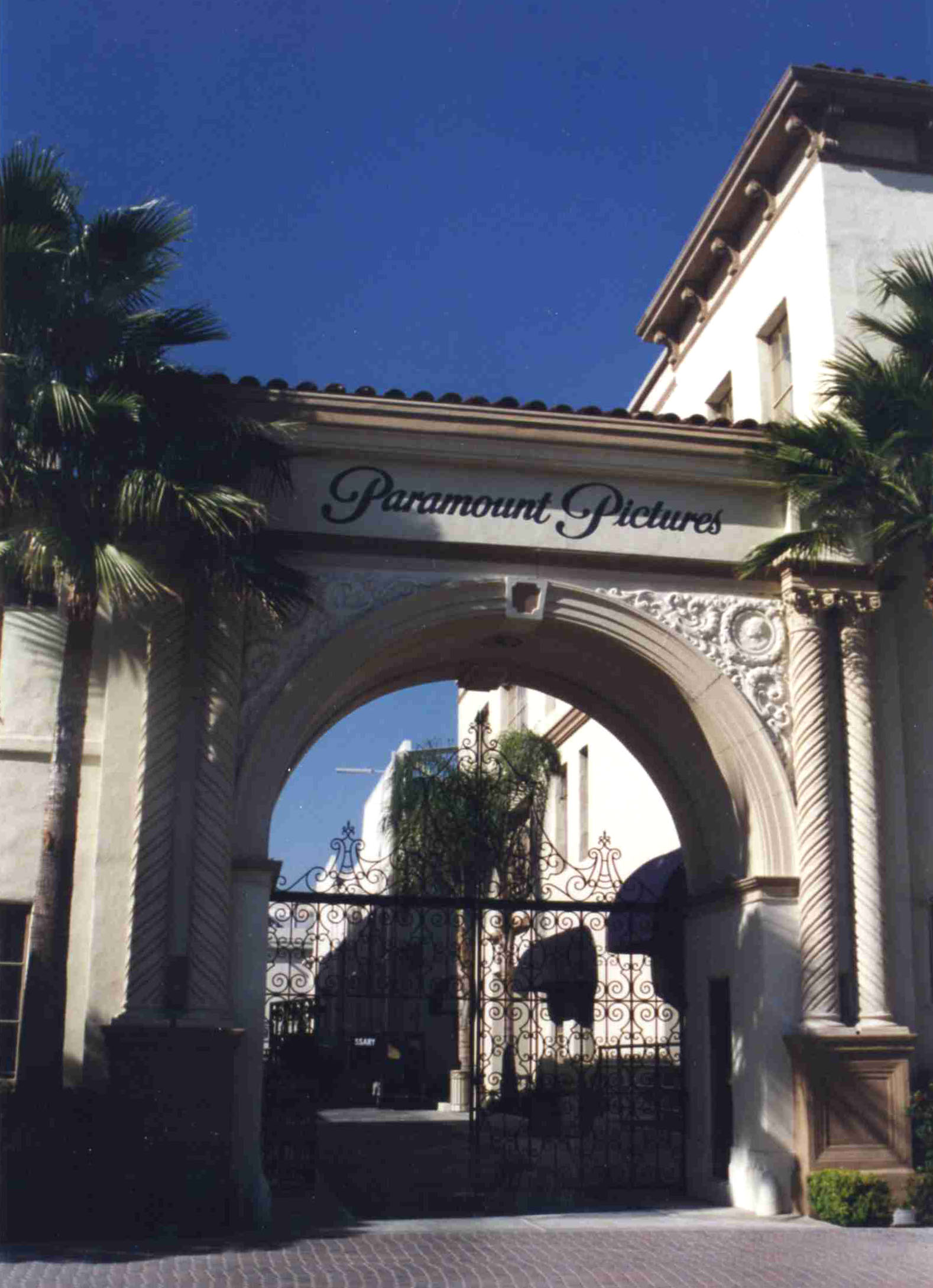
Das Eintrittsstor der Paramount-Studios

Boulevard der Dämmerung beschäftigt sich mit den Schattenseiten Hollywoods und zeigt das tragische Leben eines einstigen Stars, der vom Publikum vergessen wurde. Viele Elemente der Handlung beruhen auf der Realität. In den Dialogen werden Bezüge zu tatsächlichen Ereignissen hergestellt, z. B. die Ermordung der „schwarzen Dahlie“. Zu den Personen, die im Film erwähnt werden, zählen D. W. Griffith, Alan Ladd, Charlie Chaplin, Rudolph Valentino, John Gilbert, Greta Garbo, Bebe Daniels, Betty Hutton und Barbara Stanwyck. Im Gegensatz zu diesen untersagten im Vorfeld Darryl F. Zanuck, Olivia de Havilland, Tyrone Power und Samuel Goldwyn die Verwendung ihrer Namen. Zanuck, Garbo und Power wurden dennoch genannt. In einer Szene sagt Norma, dass von den heutigen Filmstars höchstens noch Garbo Ausdrucksstärke hätte – 1950 war Garbo aber schon fast zehn Jahre in keinem Film mehr zu sehen gewesen, was zusätzlich unterstreicht, wie sehr Norma sich von der Welt abgekapselt hat.
Auch bei den Biografien der Charaktere lassen sich zahlreiche Parallelen ziehen und Anspielungen feststellen. Die Figur der Norma Desmond beispielsweise hat viele Gemeinsamkeiten mit Gloria Swanson. Der Spiegel zitierte Billy Wilder 1951 mit den Worten „Hätte ich mir für die Rolle eine andere ausgesucht, so hätte doch jeder gesagt: das ist ja die Story der Swanson. Da holte ich sie mir gleich selbst für die Hauptrolle.“ Gleiches gilt für den Butler Max und Erich von Stroheim („Damals gab es drei Regisseure, denen man eine große Zukunft zutraute: Cecil B. DeMille, D.W. Griffith – und mir“). Der Name der alternden Hollywood-Diva leitet sich wahrscheinlich von den Namen der Schauspielerin Norma Talmadge und des Regisseurs William Desmond Taylor ab. Talmadge versuchte 1930 mit dem Film Du Barry, Woman of Passion Fuß im Tonfilm zu fassen, was aber scheiterte. Auch Mae Murray diente der Figur als Vorbild.
Der Stummfilm, der in einer Szene von Boulevard der Dämmerung gezeigt wird, ist Erich von Stroheims Queen Kelly aus dem Jahr 1929 mit Gloria Swanson in der Hauptrolle. Der unvollendete Film war seinerzeit ein finanzielles Fiasko und wurde in den USA erst 1985 veröffentlicht. Alle Bilder, die in Norma Desmonds Haus zu sehen sind, sind Privat- oder Werbefotos ihrer Darstellerin.
Cecil B. DeMille, der Anfang der 1920er Jahre mehrmals mit Gloria Swanson gearbeitet hatte und als ihr Förderer galt, spielt sich selbst. Das Set in den Paramount-Studios, auf dem Desmond ihn besucht, ist die Kulisse des Monumentalfilms Samson und Delilah, der sich damals gerade in der Produktion befand. Der Spitzname „young fellow“, den DeMille in der Originalversion für Desmond verwendet, ist ebenfalls authentisch.
In weiteren Gastrollen sind die ehemaligen Stummfilmdarsteller Buster Keaton, Anna Q. Nilsson und H. B. Warner zu sehen, die sich in Desmonds Haus zum Bridge-Spiel treffen und von Gillis verächtlich als „Wachsfiguren“ bezeichnet werden.
Ebenfalls ein Relikt des alten Hollywood ist Schwab’s Drug Store, in dem einige wichtige Szenen spielen. Sie wurden am und vor dem Originalschauplatz gedreht. In den 1930er bis in die 1950er Jahre war dies ein wichtiger Treffpunkt der Filmschaffenden, um den sich zahlreiche Legenden ranken und der das „Das Hauptquartier“ genannt wurde.
Der Film enthält darüber hinaus viele Seitenhiebe auf den Beruf des Drehbuchautors, der im Film durch die männliche Hauptfigur Joe Gillis (in frühen Fassungen des Skripts Dan Gillis) und die idealistische Betty Schaefer repräsentiert werden. Vor allem das geringe Ansehen dieses Berufs wird von Wilder kritisiert. Das Drehbuch, an dem Joe und Betty schreiben (Untitled Love Story), existiert wirklich. Es handelt sich dabei um Billy Wilders Skript zu Das Blaue vom Himmel von 1932. Gillis lebt in den Alto Nido Apartments in der Franklin Avenue, genau wie Eugene Walter, ein erfolgreicher Drehbuchautor der 1930er Jahre.

### Erfolg und Nachwirkung
Die erste Fassung des Films begann mit einer Szene, in der Joe Gillis’ toter Körper in ein Leichenschauhaus gebracht wird. Dort beginnt er eine Unterhaltung mit den anderen Leichen, die sich dort befinden und erzählt ihnen von den Umständen seines Todes. Dieser surreale Einstieg verunsicherte das Publikum der ersten Testvorführung in einer Kleinstadt im Mittleren Westen. Der Film wurde fälschlicherweise als Komödie verstanden. Laut Wilder brach der gesamte Saal in tosendes Gelächter aus – eine Reaktion, die er nicht beabsichtigt hatte.
Nachdem eine zweite Testvorführung ähnlich verlaufen war, entschied sich Wilder für einen Nachdreh, obwohl er persönlich die ursprüngliche Fassung bevorzugte und sie für eine seiner besten Arbeiten hielt. Die Dreharbeiten für die neue Eröffnungsszene stellte die Crew vor eine technische Herausforderung. In der besagten Szene sieht man Joe Gillis’ Leiche von unten im Swimmingpool treiben. Da die Unterwasserfotografie Anfang der 1950er Jahre noch nicht ausgereift war und die entsprechenden Kameras unbefriedigende Ergebnisse lieferten, legte man einen Spiegel auf den Boden des Swimmingpools und filmte das Spiegelbild ab. Diese Einstellung zählt heute zu den bekanntesten und meistzitierten Motiven der Filmgeschichte.
Die Endfassung von Boulevard der Dämmerung wurde zum ersten Mal in Poughkeepsie aufgeführt. Die Reaktionen waren überwiegend positiv. Einige Tage später zeigte der Gründer von Metro-Goldwyn-Mayer, Louis B. Mayer, den Film im Rahmen eines Abendessens, zu dem rund 300 Prominente geladen waren, darunter Mary Pickford, Charles Rodgers, Buster Keaton und Barbara Stanwyck. Von den Hauptdarstellern blieb nur Erich von Stroheim der Veranstaltung fern.
Nach der Vorstellung zeigte sich das Publikum fast einhellig begeistert und insbesondere von Gloria Swansons Leistung beeindruckt. Louis B. Mayer selbst jedoch beschimpfte Wilder als Nestbeschmutzer und Verräter, der Schande über die Industrie gebracht habe, der er seinen Ruhm verdanke („Sie sollten geteert und gefedert werden!“). Billy Wilder entgegnete: “I am Mr. Wilder, and why don’t you go fuck yourself?” Am 11. August 1950 wurde Boulevard der Dämmerung in der New Yorker Radio City Music Hall uraufgeführt. Die Kritiken waren durchweg positiv und der Film wurde ein großer Publikumserfolg, der mehrere Einspielrekorde brach. Weltweit spielte er über fünf Millionen Dollar ein. Die Deutschlandpremiere fand am 7. April 1951 statt. Im deutschen Fernsehen war er erstmals am 21. Juni 1971 im ZDF zu sehen.
Obwohl es schon seit den 1920er Jahren Filme über Hollywood gegeben hatte, darunter What Price Hollywood? und Ein Stern geht auf, war Boulevard der Dämmerung der erste, der sich derart zynisch und selbstkritisch mit der Branche auseinandersetzte und die Schattenseiten der Traumfabrik aufzeigte. Ihm folgten schon bald ähnliche Produktionen wie Stadt der Illusionen, The Star, I’ll Cry Tomorrow. Ende der 1990er befanden sich die meisten Kopien des Films in einem schlechten Zustand. Paramount gab daraufhin eine aufwändige Restaurierung in Auftrag, die 2002 beendet wurde. Boulevard der Dämmerung gilt heute als ein Klassiker der Filmgeschichte und eine von Wilders besten Arbeiten als Regisseur.

### Musical
Pläne für eine Musical-Adaption hatten ihren Ursprung bereits in den 1950er Jahren. Gloria Swanson ergriff damals die Initiative und erteilte den britischen Komponisten Dickson Hughes und Richard Stapley den Auftrag, die Musik zu schreiben. Gerald Palmer fungierte als Produzent, José Ferrer war als Regisseur im Gespräch. 1957 scheiterte das Projekt am Widerstand des Produktionsstudios Paramount, das die Rechte an dem Stoff besaß. Die Musik war zu diesem Zeitpunkt bereits komponiert.
Anfang der 1990er Jahre realisierten Andrew Lloyd Webber, Don Black und Christopher Hampton die eigene Musical-Fassung Sunset Boulevard. Die Premiere fand 1993 in London statt. 1994 wurde es am Broadway aufgeführt. Seitdem waren unter anderem Glenn Close, Petula Clark, Helen Schneider, Debra Byrne, Pia Douwes und Betty Buckley in der Rolle der Norma Desmond zu sehen.

## Kritiken
- Lexikon des Internationalen Films: „Der meisterhaft inszenierte und fotografierte, glänzend gespielte Film kratzt ironisch am Glamour-Mythos Hollywoods und ist doch zugleich ein Teil davon.“
- Ulrich Behrens auf Filmzentrale.com: „In gewisser Weise ist ‚Sunset Boulevard‘ Wilders wichtigster Film. Wilder rechnet mit denen ab, nein, nicht von denen er lebt, denn er lebt vom Publikum, von der Öffentlichkeit und vor allem von seinen Ideen, seinem Einfallsreichtum, seinen Schauspielern –, sondern mit denen, die manchmal oder öfter über Leichen gehen, von denen sie gelebt haben. Vielleicht war der Film für Wilder ein notwendiger Schritt, um danach alles andere machen zu können, was er gemacht hat, eine Art Klarstellung gegenüber Hollywood, gegenüber dem Publikum, auch gegenüber sich selbst und seiner eigenen Erfahrungen als junger Drehbuchautor. Ein großartiger, bissiger, ironischer, dramatischer Film.“
- prisma-online schrieb: „Mit der tragischen Geschichte der alternden Diva – von der tatsächlichen Diva Gloria Swanson herausragend gespielt –, die sich einen jungen Drehbuchautor angelt, inszenierte Hollywood-Legende Billy Wilder 1950 eine meisterhafte Selbstkritik und gleichzeitig eine brillante Reflexion über die Glamourwelt Hollywoods mit stark pessimistischer Tendenz. Wilder arbeitete hier einmal mehr mit Drehbuchautor Charles Brackett zusammen, der ebenso wie Wilder und D. M. Marshman, Jr. einen Oscar für das beste Buch erhielt. Weitere Oscars gab es für die Ausstattung und für die beste Musik von Hollywoodlegende Franz Waxman.“
- The New York Times, 1950: „‚Sunset Boulevard‘ ist diese seltene Mischung aus einem aufregenden Drehbuch, großartigen Darstellungen, einer meisterhaften Regie und einer unaufdringlichen Kameraführung, die das Publikum sofort in ihren Bann zieht und bis zum erschütternden Höhepunkt in Atem hält.“
- Time: „Der Film zeigt Hollywood als eine Dschungelfestung von zügellosem Opportunismus, das höchste Ziel ist der Erfolg, für den jedes Mittel recht und kein Preis zu hoch ist.“
- Der Spiegel: „Der Schlüsselfilm Sunset Boulevard kommt der grausamen Hollywooder Wirklichkeit so nahe, daß die Filmkolonie schockiert war. Charlie Chaplin, den Gloria Swanson in diesem Film einmal kopiert, fällte nach einer „preview“ (Vorschau) das Urteil: „Geschmacklos“. Und improvisierte seinerseits eine Imitation der Swanson, wie sie ihn imitiert.“
- Sight & Sound, 1950: „‚Sunset Boulevard‘ ist einer dieser seltenen Filme, die so voller Genauigkeit, Klugheit, Meisterhaftigkeit und Vergnügen stecken, dass man endlos über sie diskutieren kann.“
- The Sunday Times, 1950: „‚Sunset Boulevard‘ ist der intelligenteste Film, den Hollywood seit Jahren hervorgebracht hat.“
- BBC Films, 2003: „Der beste Film, der je über das narzisstische Höllenloch, das Hollywood ist, gemacht wurde.“
- Adolf Heinzlmeier und Berndt Schulz in Lexikon „Filme im Fernsehen“ (Erweiterte Neuausgabe). Rasch und Röhring, Hamburg 1990, ISBN 3-89136-392-3, S. 104: „Filmhommage von Wilder für das alte Hollywood, nicht ohne ironische Züge.“ (Wertung: 3 Sterne = sehr gut)
- 6000 Filme. Kritische Notizen aus den Kinojahren 1945 bis 1958. Handbuch V der katholischen Filmkritik, 3. Auflage, Verlag Haus Altenberg, Düsseldorf 1963, S. 52: „Geißelt gewisse Gepflogenheiten der Filmindustrie in meisterhafter Form.“
- Filmkuratorium.de: „‚Sunset Boulevard‘ ist ein Film aus Hollywood über Hollywood. Mit tragikomischem Unterton wirft er einen überaus zynischen Blick auf das Filmbusiness im Allgemeinen, die Pathologien und Neurosen der ‚Traumfabrik‘ im Besonderen – ein ‚Abgesang‘, wie es so oft heißt.“

## Auszeichnungen
1950 erhielt der Film zwei National Board of Review Awards für die beste Darstellerin (Swanson) und als bester Film.
1951 wurde Boulevard der Dämmerung für elf Oscars nominiert, darunter als bester Film, für die beste Regie (Billy Wilder), den besten Hauptdarsteller (William Holden), den besten Nebendarsteller (Erich von Stroheim), die beste Hauptdarstellerin (Gloria Swanson), die beste Nebendarstellerin (Nancy Olson), die beste Schwarzweiß-Kamera (John F. Seitz) und den besten Schnitt (Arthur P. Schmidt und Doane Harrison). Der Film gewann die Trophäe in den Kategorien bestes Szenenbild (Hans Dreier, John Meehan, Sam Comer und Ray Moyer), beste Musik (Franz Waxman) und bestes Originaldrehbuch (Charles Brackett, Billy Wilder und D.M. Marshman Jr.) Sieger in der Kategorie Bester Film war mit Alles über Eva ein Film, der sich ebenfalls kritisch mit verblassendem Ruhm von Schauspielern auseinandersetzte, aber im Theatermillieu angesiedelt war.
Bei den Golden Globe Awards 1951 wurde Boulevard der Dämmerung als bestes Drama, für die beste Regie, die beste Hauptdarstellerin (Swanson) und die beste Musik ausgezeichnet. Der Film war außerdem für den besten Nebendarsteller, die beste Kamera und das beste Drehbuch nominiert.
Das Drehbuch gewann 1951 den Writers-Guild-of-America-Award.
Boulevard der Dämmerung wurde 1951 in Japan mit dem Blue Ribbon Award für den besten ausländischen Film ausgezeichnet.
1989 zählte Boulevard der Dämmerung mit zu den ersten 25 Filmen, der in das National Film Registry, das Verzeichnis US-amerikanischer Filme, die als besonders erhaltenswert angesehen werden, aufgenommen wurde. 1998 wählt das American Film Institute den Film auf Rang 12 der besten amerikanischen Filme aller Zeiten, 2007 landete der Film in der gleichnamigen Liste auf Platz 16. Die Filmmusik von Franz Waxman erreichte 2005 den 16. Platz der 25 besten Filmmusiken aller Zeiten.
Die Zeilen “All right, Mr. DeMille, I’m ready for my close-up.” („Ja, Mr. DeMille. Ich bin fertig für meine Großaufnahme“) und “I am big! It’s the pictures that got small.” („Ich bin groß, die Filme sind es, die heute keine Größe mehr haben.“) kamen 2004 auf die Plätze 7 und 24 der besten Filmzitate.

## DVD-Veröffentlichung
- Sunset Boulevard. Paramount Home Entertainment 2004.

## Soundtrack
- Franz Waxman: Sunset Boulevard. Original Motion Picture Score. Varèse Sarabande/Colosseum, Nürnberg 2002, Tonträger-Nr. VSD-6116 – erste vollständige Einspielung der Filmmusik durch das Royal Scottish National Orchestra unter der Leitung von Joel McNeely.